# 아시아-태평양 국제 야구 훈련 센터

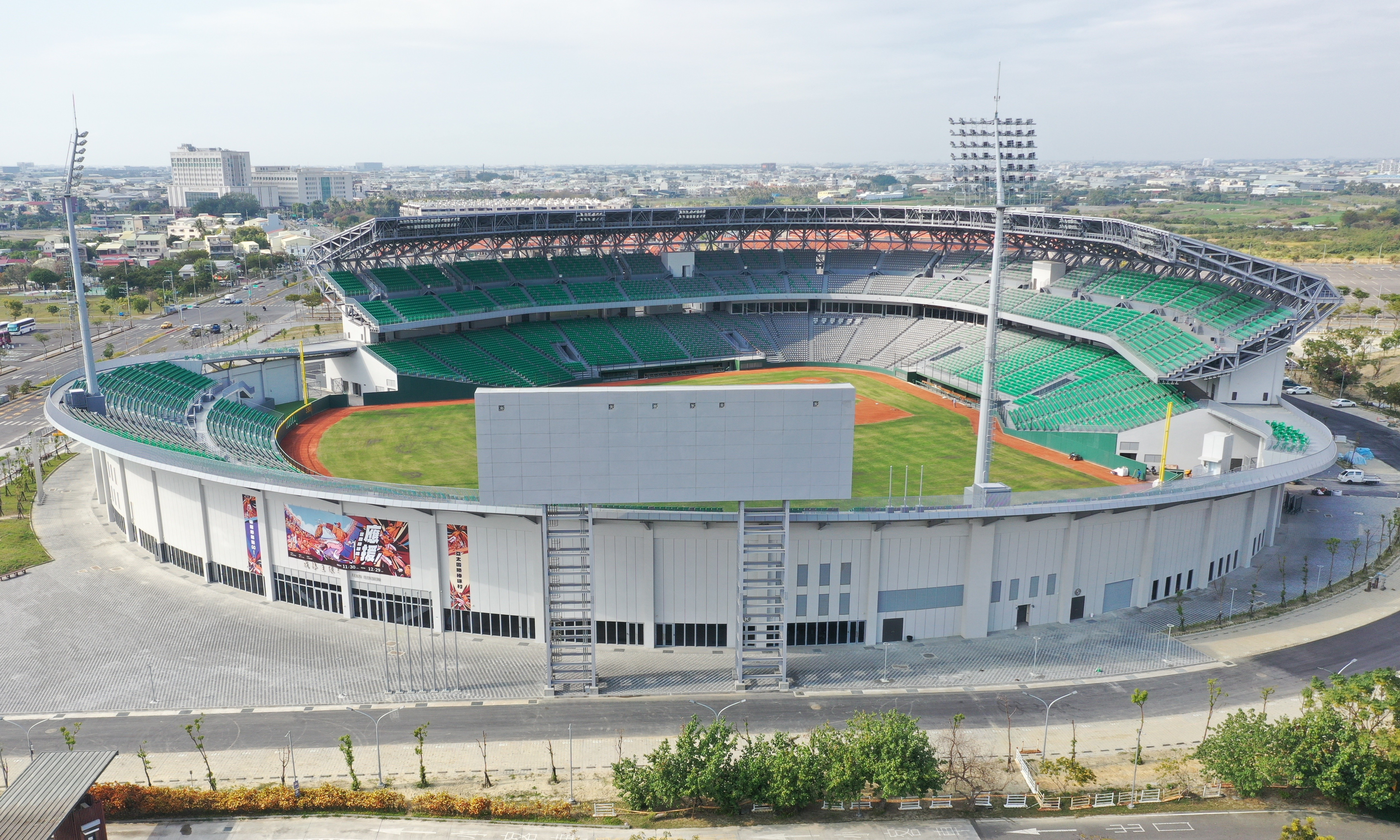
아시아태평양 국제야구장

아시아 태평양 국제 야구 훈련 센터(중국어: 亞太國際棒球訓練中心)는 대만 타이난시 안난구에 위치한 종합야구단지이다. 메인야구장, 보조야구장, 리틀리그 메인구장, 리틀리그 보조구장, 내야연습장, 실내훈련장 등의 시설들로 이루어져 있다.
지난 2019년 12세 이하 야구월드컵 대회에 맞추어 리틀리그 야구장의 1단계 개장식이 열렸다 . 야구장 프로젝트 2단계로 메인 야구장이 2025년 초에 개장했다.

### 좌석규모
- 메인야구장: 25,000명
- 보조구장: 3,000명
- 리틀리그 야구장: 8,000명
- 리틀리그 보조구장: 1,000명

## 같이 보기
- 중화 직업봉구 대연맹